# Campionato asiatico e oceaniano femminile di pallavolo 1991
Il VI campionato asiatico e oceaniano femminile di pallavolo si è svolto dal 14 al 21 settembre 1991 a Bangkok, in Thailandia. Al torneo hanno partecipato 14 squadre nazionali asiatiche ed oceaniane e la vittoria finale è andata per la quarta volta, la terza consecutiva, alla Cina.

## Classifica finale
| Classifica | Squadre        |
| ---------- | -------------- |
|            | Cina           |
|            | Giappone       |
|            | Corea del Sud  |
| 4          | Corea del Nord |
| 5          | Taipei cinese  |
| 6          | Australia      |
| 7          | Thailandia     |
| 8          | Vietnam        |
| 9          | Indonesia      |
| 10         | Nuova Zelanda  |
| 11         | Hong Kong      |
| 12         | Sri Lanka      |
| 13         | Filippine      |
| 14         | India          |